# 2025年7月敘利亞南部衝突
阿拉伯標準時間2025年7月13日，敘利亞南部蘇韋達市及其周邊村莊爆發武裝衝突，交戰雙方為德魯茲派與貝都因人的武裝團體。為平息混亂，敘利亞過渡政府派遣敘利亞武裝部隊進駐當地以恢復秩序。雖然德魯茲派領袖與政府於7月15日達成協議，但德魯茲領袖希克馬特·希吉里其後公開呼籲對政府展開武裝抗爭。
與此同時，以色列空襲包括蘇韋達省和大馬士革在內的敘利亞軍方目標，宣稱是為捍衛德魯茲派利益。以色列近期已進佔敘南部分地區，並一再要求敘利亞軍方不得進入該區。敘利亞外交部則指責以方蓄意煽動教派對立，圖謀破壞剛成立的新政府。
7月16日，交戰各方再度達成停火協議，敘利亞軍隊隨即開始從蘇韋達撤軍。外界普遍認為，今次衝突屬敘利亞內戰結束後遺留下來的動盪之一。

## 背景
德魯茲派約佔敘利亞人口三成之一，自2011年內戰爆發以來，大致維持中立。除了敘利亞本土，德魯茲派亦分布於黎巴嫩及以色列境內，包括戈蘭高地與加利利地區。
早於2025年年初，德魯茲團體已涉入武裝衝突，其中包括2月於大馬士革郊區賈拉馬納與敘利亞政府對峙，以及自4月起在敘南地區與貝都因部族爆發的持續衝突，直至5月方告平息。
今次衝突發生距離2024年12月阿薩德政權垮台約7個月。政權更替後，敘利亞總統艾哈邁德·沙拉着手重建全國安全與管治架構。新一屆政府由沙姆解放組織領導，該組織雖與基地組織曾有歷史關聯，但近年立場已趨溫和。當局承諾會保障國內各族裔與宗教少數群體的權益。
根據半島電視台英語頻道報道，新政府在歷經14年內戰及阿薩德家族超過50年的統治終結後，正努力在全國落實統治權，但在蘇韋達省的施政阻力重重，部分原因是以色列多次對政府軍駐紮該區作出威脅。當地活躍分子與觀察人士批評以色列刻意激化蘇韋達省內部矛盾。專研敘利亞局勢的艾曼·賈瓦德·塔米米表示：「從以色列的戰略考量來看……他們更樂見敘利亞中央政府保持虛弱，國內分裂為一個個教派自治的地區。」

## 時序

### 7月11日
本輪衝突據信起因於7月11日一宗發生在大馬士革至蘇韋達公路上的搶劫案。一名德魯茲派菜販被貝都因部族成員設置的臨時路障截停後遭襲，對方搶走其車輛與財物，並將他強行帶往一處偏遠崎嶇的地帶。期間，該名男子不但受到具侮辱性的宗派言語攻擊，更多次遭受死亡威脅。他最終在一個偏遠小鎮被蒙眼釋放，當時其傷勢危殆。
翌日，德魯茲派地方武裝為追回被劫財物，扣留數名來自貝都因部族的人士。事件由此觸發雙方連串報復性綁架，並迅速演變成公開的武裝衝突。

### 7月13日
貝都因武裝人員於7月13日在蘇韋達市東部馬克瓦斯地區設立檢查站，並拘捕多名屬於當地德魯茲武裝團體的成員。雙方旋即於該區及周邊爆發激烈交火。
戰火隨即蔓延至多個鄉村地區，包括提雷、馬茲拉及大蘇拉等地。據報雙方動用迫擊砲及其他重型武器，衝突猛烈。連接大馬士革與蘇韋達的主要公路亦遭武裝團體封鎖，交通中斷。多個政府檢查站遭貝都因武裝份子襲擊，並與政府安全部隊在多處地點爆發衝突。
來自德拉省的武裝增援部隊亦已抵達支援貝都因人一方。
貝都因部族武裝據報已推進至提雷村郊，村內大多數居民在交火期間逃往馬茲拉阿及蘇韋達市避難，多幢民居亦在衝突中遭焚毀。
與此同時，敘利亞內政部亦派遣部隊介入，以圖遏止局勢進一步惡化。
因應當地安全局勢急劇升溫，敘利亞教育部於13日晚間宣佈，原定於7月14日舉行的全國中學畢業考試將延期舉行，確實日期有待另行通知。

### 7月14日

2025年7月14日，敘利亞內政部部隊在蘇韋達西部部署

多段流傳於社交媒體的影片顯示，一輛隸屬敘利亞總安全局的車輛中，一名人員在鏡頭前發表宗派挑釁言論，並稱自己正參與蘇韋達的武裝衝突。對此，敘利亞德拉省安全部門於當日宣佈，已拘捕涉事人員，指該些發言屬個人行為，未經授權，不代表官方立場，並已對涉案人員作出停職處分並展開正式調查。
同日，由德魯茲社群的精神領袖希吉里為首的宗教機構發表聲明，再次重申過往訴求，當中最迫切的是要求國際社會即時介入，為蘇韋達提供保護。聲明指出，當地安全情勢不斷惡化，嚴重威脅居民安全。領袖層明確反對任何官方安全部隊進入德魯茲地區，並點名批評總安全局及另一未具名機構，指控他們假借提供保護之名進入蘇韋達，實際上卻炮擊邊境村落，並向極端組織提供重武及無人機支援。宗教領袖譴責一切針對平民與地區社群的襲擊行為，並認為任何試圖在當地強加官方安全控制的行動，均對居民構成直接威脅。聲明呼籲國際社會即時干預，以免血腥衝突進一步擴大。
敘利亞內政部則表示，已聯同國防部準備展開地面干預行動，目的是平息當前衝突、恢復治安、追捕暴力事件責任人，並將其繩之以法。官方強調，此舉旨在防止地區再陷動盪，並重建蘇韋達的法治與秩序。內政部隨後通報，其部隊在馬克瓦斯區進行維穩部署時，有數名人員遭到綁架。
同日，鄰近的德拉省亦傳出炮擊事件，造成4名平民受傷。
敘利亞人權觀察站指出，已獲得多段涉及衝突的影片及語音資料，但由於內容高度敏感，可能危及國內族群團結、加劇宗派矛盾，因此決定不予公開。
此外，以色列空軍戰機當日曾於蘇韋達西部上空低飛，並投放照明彈，顯示其加強空中巡航。隨後，以軍宣佈，已對蘇韋達省內敘利亞軍方的多輛坦克展開空襲。不過，其中一輛坦克經搶修後於一小時內重新投入戰鬥。以色列國防部部長伊斯雷爾·卡茨表示，空襲是「對敘利亞政權的一項訊息及明確警告」，強調以色列不會容許敘境內德魯茲派受到傷害。有報導指，當日共有三次以色列空襲行動。

### 7月15日
德魯茲社群的宗教領袖宣佈，正式同意敘利亞政府軍進入蘇韋達，以制止當地持續惡化的武裝衝突。他們同時呼籲地區內所有武裝組織配合行動，主動解除武裝。不過，同日稍後，宗教領袖謝赫希克馬特·希吉里透過影片發表言論，強烈譴責政府軍違反停火協議，炮擊蘇韋達市，並呼籲德魯茲戰士「以一切可能手段抵抗這場殘暴行動」。
在以色列北部，多條幹道出現示威潮，當地德魯茲社群走上街頭聲援敘利亞的同族，呼籲國際社會介入，以保障敘境內德魯茲派免遭「與政權結盟的伊斯蘭派系」攻擊。
與此同時，敘利亞軍隊重奪馬茲拉鎮後，以色列隨即發動空襲，並攻擊蘇韋達市郊位置。儘管停火已獲公佈，蘇韋達上空依然遭遇密集轟炸，主要目標為敘軍的軍事裝備與車隊，其中一支軍方車隊被擊中，造成至少一名士兵喪生。
報道又指，以色列戰機至少兩度空襲達拉省伊茲拉東北郊區，目標為接近第12旅的軍事設施。
混亂中，位於索拉卡比拉鎮的聖米迦勒教堂遭人入侵洗劫，隨後被破壞並縱火焚毀。
另有報道指，數十名以色列籍德魯茲平民越過以軍控制的戈蘭高地邊界，從哈德爾地區接近邁季代勒舍姆斯方向進入敘利亞境內。以色列國防軍表示，其部隊正展開行動，嘗試安全帶回所有越境人員。
德魯茲武裝派別「尊嚴之人」證實，其成員中在與敘軍交火中已有超過50人傷亡。

### 7月16日
據敘利亞人權觀察站指出，近日蘇韋達爆發的武裝衝突已造成至少7名德魯茲人及45名敘利亞政府軍士兵喪生。
清晨時分，以色列空軍針對蘇韋達鄉郊多個地點發動至少7次空襲，當中包括薩拉赫軍事空軍基地，進一步升高地區局勢。
德魯茲精神領袖希克馬特·希吉里發佈聲明，呼籲美國總統當勞·特朗普、以色列總理班雅明·納坦雅胡、沙地阿拉伯王儲穆罕默德·本·薩勒曼，以及約旦國王阿卜杜拉二世介入行動，拯救蘇韋達。他表示，「統治者的真面目已經曝光」，並直言「我們再也無法與這個只懂暴力統治的政權共存」。他批評國際社會對此袖手旁觀，並敦促敘利亞遜尼派群體正視同胞所遭遇的苦難，發聲表態。
敘利亞總統府同日發表聲明，強烈譴責近日在蘇韋達省內的違法行為，形容這些行徑為「在任何情況下都不能接受的犯罪」。聲明重申，這些事件背離國家立國根本，並承諾當局將徹查所有相關案件，依法追究涉事者責任。聲明亦指出，任何人士或團體，不論背景或所屬組織，只要違法，必將面對法律制裁。總統府重申國家將以保障國家安全與穩定為首要任務，並保證蘇韋達人民的權益不容侵犯，絕不容許任何勢力動搖當地的安定局面。
以色列再度升溫對敘利亞的軍事行動，第三次轟炸大馬士革的敘利亞總參謀部大樓入口後，又對主樓發動精準空襲。以色列國防部部長卡茨強硬表示，對敘利亞的警告階段已結束，未來將採取「更具痛苦性的打擊」，並誓言以軍將持續在蘇韋達行動，直到當地威脅德魯茲派的勢力徹底被清除。他強調，以色列與納坦雅胡政府已承諾守護敘利亞境內德魯茲同胞的安全，請以色列德魯茲民眾放心。以軍官方表示，他們對敘利亞總參謀部入口實施空襲，是根據政治層級的指示，並將持續密切監控南敘利亞德魯茲平民遭遇的威脅。後續針對總參謀部的重擊導致主建築嚴重毀壞，之後的空襲也波及總統府人民宮附近地區。敘利亞衛生部指出，這些攻擊已造成3人死亡、34人受傷。除了大馬士革，德拉省與蘇韋達省也遭到多輪以軍空襲。當日下午，蘇韋達地區又有7名政府軍士兵在兩次空襲中喪生。鄰近地區大馬士革農村省的蓋泰納鎮也傳出以軍新一輪空襲。

以色列空襲後，大馬士革敘利亞總參謀部大樓受損

敘利亞外交部發聲譴責以色列的行動，批評這是「故意激化矛盾、製造混亂與破壞敘利亞穩定的既定政策」，並指出這種行為已公然違反《聯合國憲章》與國際人道法。
另一方面，蘇韋達德魯茲宗教領袖宣佈，已與敘利亞政府達成全面協議，將該省完全納入國家體系，重新確認中央政府對該地的主權。根據協議，當地所有政府機構將恢復運作，保障居民權利。協議一項重要條款是成立調查委員會，針對近期事件展開調查，並保障受害者能獲得補償與伸張正義。協議也明定，大馬士革—蘇韋達公路及沿線民眾的安全由政府全權負責。軍方將撤回駐地，由本地可信官員組成的內部安全部隊接管安全任務。此外，政府將配合內政部與國防部，管制非正規武裝力量與重型武器的公開展示。敘利亞內政部證實，已與德魯茲方面達成停火，並已在蘇韋達全市設立檢查哨，準備重建治理秩序。
希吉里於7月16日晚公開聲明，否認與敘利亞政府或其他所謂「自稱為政府的武裝幫派」之間有任何協議或授權。他稱這些團體是假借政府之名的武裝幫派，並譴責其犯下謀殺、搶掠、縱火等暴行。他呼籲蘇韋達人民與「為信仰與尊嚴而戰的青年」持續戰鬥，直至將這些武裝團體完全驅離。他強調這場戰鬥是不可妥協的國家、人道與道德責任。同時，他呼籲仍在對立陣營的武裝成員盡快投降，承諾凡是投降者將受到保護與尊重。希吉里嚴詞警告，任何人若與這些武裝團體進行私下協議或聯繫，將無條件地面臨法律與社會制裁。
與此同時，德魯茲族群聚居的賈拉馬納市爆發反政府抗議，群眾高呼反對總統艾哈邁德·沙拉及其政府的口號，表達對局勢的不滿。
以色列德魯茲派多次呼籲以色列政府及國際社會採取行動，援助在敘利亞遭遇包括虐待、侮辱及處決等暴行的德魯茲人未果後，以色列境內的德魯茲人開始嘗試翻越邊境圍欄，前往敘利亞一方探望親屬。事件由數十人越境發展為逾千人集體跨越邊界。與此同時，數百名敘利亞德魯茲人亦翻越邊界進入以色列，逃避當地激烈戰鬥。
當晚，敘利亞政府軍開始從蘇韋達全境撤軍。國防部稱，軍方在完成對當地「非法團體」的清剿任務後進行撤離。敘利亞阿拉伯通訊社則說，這是與德魯茲宗教領袖達成的協議內容之一。
但敘利亞人權觀察站指出，16日的戰鬥仍十分激烈，至少再有27名政府軍、11名德魯茲武裝成員與6名平民死亡，使衝突自爆發以來的死亡人數攀升至319人。

### 7月17日
7月17日清晨，以色列戰機對敘利亞西部拉塔基亞省傑卜萊南部的第107旅指揮部發動空襲。
政府軍撤離後，蘇韋達再現衝突。貝都因武裝分子捲土重來，向德魯茲部隊發動新一輪攻擊，稱其目的是營救被俘的貝都因人。
據敘利亞人權觀察站指出，自7月13日蘇韋達省爆發衝突以來，死亡人數已升至516人。觀察組織還表示，蘇韋達多地區的阿拉伯貝都因人遭到大規模驅離，其中包括蘇韋達市的馬克瓦斯社區，當地派系要求部族居民在當日下午之前撤離。
敘利亞人權網絡負責人向《新阿拉伯人報》透露，在蘇韋達省南部，有數十名貝都因部族男子遭到與德魯茲領袖希克馬特·希吉里有聯繫的武裝組織殺害。敘利亞阿拉伯通訊社隨後也報導德魯茲武裝人員在蘇韋達市馬克瓦斯區對貝都因平民施以屠殺行動。
同時，敘利亞電視台播放了數名貝都因婦女的證詞。她們控訴德魯茲武裝分子焚毀房屋、殺害年輕男性，並強迫婦孺逃離村落。部分證人表示，她們未曾參與戰鬥，卻仍遭此暴力驅逐。
敘利亞人權網絡報告稱，7月13日至17日期間，已有169人死亡，200多人受傷
一名貝都因指揮官向路透社表示，停火協議並不適用於他的部隊，而只是約束艾哈邁德·沙拉總統政權的軍隊。該指揮官指出，總統部隊在協議達成後已從當地撤離。他稱，其部隊的目標是營救近日遭德魯茲戰士拘捕的貝都因人。7月17日晚間，貝都因武裝團體對蘇韋達省發起大規模進攻。
據報導指，貝都因與德魯茲戰士亦在大馬士革農村省郊區西部爆發衝突。
敘利亞總統府指責德魯茲武裝違反停火協議，捲入針對平民的「極度殘忍」暴力事件。敘利亞官方媒體報道指出，以色列對蘇韋達地區發動空襲，為停火協議後首宗獲報的攻擊行動。
根據半島電視台阿拉伯語頻道報導，蘇韋達軍事委員會掌控的沙赫巴鎮內，有約1000名來自當地部族的平民被武裝分子扣押。報導指出，隨著房屋遭到焚毀，已有超過500個部族家庭被迫撤離家園。《Enab Baladi》引述目擊者說法稱，德魯茲武裝派系曾下令貝都因人撤離村莊，並在部分情況下向撤離者開火，造成至少20人死亡。
羅賈瓦宣佈，鑑於蘇韋達當地生活環境急劇惡化及公共服務中斷，已向當地派出緊急人道援助物資。

### 7月18日
在貝都因武裝分子大規模攻擊蘇韋達省、並傳出他們在來自德拉省及其他地區戰鬥人員支援下進入蘇韋達市後，據報，希克馬特·希吉里呼籲敘利亞政府派遣衝突調解部隊介入。
消息人士透露，隨着德魯茲派與貝都因人爆發新一輪衝突，敘利亞政府軍正準備重返蘇韋達。不過，儘管以色列政府相關消息指，以方已同意敘利亞政府軍在限時內進入該市，敘利亞內政部則否認正準備重新部署。
以色列外交部部長吉德翁·薩爾宣佈向敘利亞德魯茲派提供價值200萬謝克爾的人道援助。
同時，聯合國人權事務高級專員辦事處發言人表示，根據多項報告顯示，戰事各方均涉及嚴重違法行為，包括即決處決、法外殺害、綁架、破壞民居及洗劫財產，涉事者包括敘利亞政府安全部門人員、德魯茲武裝及貝都因部隊。發言人指出，當地醫療系統已瀕臨崩潰，無法應對大量傷者湧入。
據敘利亞人權觀察站報導指，貝都因部隊正在東南部特盧勒薩法地區開闢新戰線，並在蘇韋達西部的奧姆蘭推進。同時，在賈拉瑪納、馬利哈及卡什庫爾亦爆發短暫激烈交火，持續約一小時。
德魯茲宗教領袖希吉里再次呼籲國際社會為德魯茲社群提供直接保護，並指控敘利亞境內的貝都因部族違反停火協議。他強調，那些曾保證停火的國家必須履行責任，確保協議真正落實。
敘利亞政府其後又部署一支「專門部隊」前往蘇韋達省戰區並稱其目的是平息衝突，總統府則發聲明譴責多個「非法武裝組織」危及平民生命安全。

### 7月19日
敘利亞政府宣佈全國停火，獲得德魯茲宗教領袖與貝都因部族雙方同意。然而，據埃及《開羅頻道》報導指，蘇韋達地區的交火並未真正停止。貝都因武裝分子聲言，只要敘利亞政府尚未全面恢復掌控，他們將拒絕撤離德魯茲山區。

7月19日，敘利亞內政部部署至蘇韋達西部城鎮馬茲拉

2025年7月19日，敘利亞內政部安全部隊被部署至蘇韋達西部鄉村的馬茲拉地區。政府軍雖已進駐蘇韋達市區，但落實停火協議困難重重。
法新社現場記者報道指出，蘇韋達市爆發激烈街戰，貝都因武裝成功突破德魯茲防線，進入城西。有目擊者見到數十幢民宅與車輛遭縱火，搶掠後的商鋪亦被焚毀。
面對不穩局勢，約旦政府大幅強化邊境防備，防止其境內的貝都因人口跨境前往敘利亞。同時，約旦亦拒絕響應來自以色列及敘利亞德魯茲社群關於開設人道走廊的呼籲。一名高級官員指出，約旦無意與敘利亞境內任何非正式勢力合作。
根據敘利亞人權觀察站消息，德魯茲武裝力量發動大規模反擊後，部族武裝分子已自蘇韋達市全面撤退。敘利亞內政部發言人隨後宣佈，安全部隊已重新控制蘇韋達省北部與西部地區，市內所有貝都因武裝人員已撤離，巷戰亦隨之結束。
聯合國估算，自7月12日衝突爆發以來，蘇韋達省已有超過8.7萬人被迫逃離家園。

### 7月20日
希吉里拒絕讓敘利亞政府代表團攜援助物資進入蘇韋達。
儘管停火協議仍在生效，貝都因部族武裝再度發動攻勢，導致阿里卡、里馬、哈澤姆及沙赫巴多地爆發新一輪衝突。
以色列戰機被發現飛越德拉省西北部，包括阿里卡、努瓦，以及卡塔尼亞郊區的汗阿爾納巴村。期間有熱氣球被釋放至蘇韋達上空。
原定於烏姆宰通鎮進行的換俘行動，因蘇韋達北部爆發砲擊而告中斷。
貝都因部族武裝在敘利亞內政安全部隊駐守下，仍得以進入阿里卡鎮，引來外界質疑安全部隊容許甚至協助部族勢力進入該地。此外，部族部隊亦奪取里馬哈澤姆村的控制權。

### 7月21日
敘利亞政府於戰鬥趨緩後開始安排巴士撤離約1500名受困於蘇韋達的貝都因人，當局表示此舉旨在保障平民安全。

7月21日，政府軍於蘇韋達市內協助貝都因家庭安全撤離。

然而，當天稍後，沙赫巴市遭貝都因人無人機攻擊，造成9名平民受傷。
隨著敘利亞政府增援部隊抵達蘇韋達西北地區，前線爆發激烈衝突。烏姆宰通村及周邊鄉村出現自殺式無人機與重機槍交火。官方稱，一架針對德魯茲聚居區的無人機亦被擊落，顯示停火協議遭到多次破壞。

### 7月22日
7月22日，敘利亞內政部發言人表示，蘇韋達局勢正逐步好轉，但全面恢復國家機構及其正常運作仍需一段時間。他指出，當前局面以人道處理為主導，包括運送救援物資、釋放由武裝組織扣押的人質及拘留者、交還及安葬遺體等，並形容這些行動是具重大意義的進展。
另外，撤離貝都因人家庭的巴士仍持續從蘇韋達出發，據報有聯合國代表團隨行協助。

### 7月23日
敘利亞人權觀察站報告稱，自7月21日達成停火協議以來，各條前線局勢趨於平靜，僅報告有限的違法行為。

## 緩和局勢的行動
蘇韋達省省長穆斯塔法·巴庫爾首先公開呼籲各方保持冷靜。他警告不可讓宗派仇恨擴大為地區性危機，並表示當局將致力保護平民，讚揚當地社會在化解衝突上的自發努力。內政部安全副主管尼扎爾·哈里里將此次衝突升級歸咎於此前發生的搶劫與綁架事件。他強調政府正積極行動，力求局勢降溫。
德魯茲宗教領袖哈穆德·辛納維則在7月13日以和平呼籲介入。他敦促所有勢力停止報復，回歸理性，強調法治與社會和諧才是通向正義的道路。他特別向總統沙拉與部落領袖發出呼籲，強調應以智慧與理性取代暴力。
黎巴嫩德魯茲派領袖瓦利德·瓊布拉特則明確反對任何外部勢力藉保護德魯茲之名進行干預。他主張問題應透過政治與政府內部機制解決，呼籲敘境內的德魯茲派系與政府合作，以重建和平。
同時，美國也與以色列展開外交協商，試圖促使其暫停對敘利亞的空襲，作為降溫措施的一部分，避免局勢進一步升級至地區戰爭。

### 停火
敘利亞國防部長穆爾哈夫·阿布·卡斯拉於7月15日宣佈與蘇韋達的德魯茲領袖達成停火協議，協議即日生效。內政部則強調，任何破壞私人或公共財產的行為將受到懲處，呼籲各方保持克制，避免破壞社會秩序。
美國國務卿馬可·魯比奧在16日在橢圓形辦公室對記者發表講話時表示，美國已在推動停火方面取得進展，並希望在接下來的時間內看到明確成果，結束近期發生的激烈衝突。
據土耳其一位安全消息人士透露，土耳其情報部門也參與斡旋，並與敘利亞德魯茲領袖進行了談判，目的是確保停火的穩定執行。此外，土耳其國家情報局局長易卜拉欣·卡林還與以色列、美國及敘利亞情報官員，以及總統艾哈邁德·沙拉就此事進行協調。
根據敘利亞德魯茲社群宗教領袖的說法，7月19日達成的停火協議列明多項關鍵措施，旨在為該區恢復平靜、終止衝突。根據協議，總安全部隊將於行政區邊界外設立檢查站，以防止武裝組織滲透及進一步衝突。邊境村落將封鎖48小時，以便部隊部署及避免突襲。仍滯留區內的貝都因武裝人員將可在有保障下安全撤離，不受干預。緊急情況下，當局將透過布斯拉哈里爾與布斯拉沙姆設立人道通道，允許必要的救援通行。德魯茲宗教領袖呼籲本地各派勢力不得離開地區範圍，並避免挑釁，強調若有任何一方破壞協議，將對協議破裂承擔全部責任。他們亦敦促蘇韋達省居民保持克制，積極協調，盡快結束這場持續影響社區的危機。

## 戰爭罪行
據敘利亞人權觀察站報告，截至7月19日，已有182人遭到敘利亞國防部與內政部部隊的成員處決。此外，三名貝都因人（包括一名婦女與一名兒童）遭到德魯茲武裝分子處決。
居民與當地記者表示，身著政府制服、明顯可識別的敘利亞安全部隊，在部署於蘇韋達地區期間，涉嫌搶劫、毆打與殺害德魯茲平民。
部分參與戰鬥的武裝人員在社交媒體上發布羞辱德魯茲男子的影片，其中包括剃除或剪掉德魯茲長者的鬍鬚；而鬍鬚在德魯茲宗教文化中具有重要象徵意義。
敘利亞國營媒體報導稱，在敘利亞武裝部隊撤離後，當地德魯茲派系對貝都因部族展開報復攻擊，導致約50人死亡，另有超過1000人遭到拘留。來自布雷卡村的居民向Enab Baladi表示，德魯茲武裝下令全村撤離，並對撤離民眾開火，造成20人死亡。據報導指，7月17日，德魯茲派系突襲布雷卡、沙赫巴與里馬特阿勒拉赫夫等地，縱火焚屋並闖入民宅。
駐蘇韋達的法新社記者目擊數十棟房屋與車輛被焚毀，並指出貝都因武裝份子在劫掠後點燃商店。
此外，蘇韋達「善牧福音教會」的牧師哈立德·馬茲赫爾及其家人也在一次貝都因武裝襲擊中喪生，該事件共造成20人死亡。

## 後續
停火實施後，敘利亞總統艾哈邁德·沙拉向全國發表講話，強調政府致力於保護德魯茲族群，並譴責以色列對敘利亞境內民眾和國家機構的空襲。他表示，政府不會容忍任何外部勢力操縱局勢，也不會逃避戰爭挑戰，但在混亂與毀滅面前，仍將敘利亞人民的利益置於首位。沙拉對美國、阿拉伯國家和土耳其的斡旋致謝，稱以色列的廣泛空襲導致局勢急劇升級。
依據協議內容，敘利亞政府可在蘇韋達保留警察力量，並與地方德魯茲團體共同維安；但所有近期參與戰鬥的軍事單位必須撤離。此外，雙方還同意建立武器管控機制與獨立調查委員會，針對軍隊與武裝分子對德魯茲平民犯下的暴行展開調查。
儘管停火生效，德魯茲武裝人員在蘇韋達街頭發現許多房屋遭焚、商店被洗劫，更發現有整個家庭慘遭殺害。社群媒體影片揭示政府部隊與其盟友對德魯茲宗教人士及平民的侮辱與虐殺行為。
阿拉伯國家和土耳其發表聯合聲明，重申支持敘利亞的完整性，並對敘利亞承諾追究犯下戰爭罪行的武裝人員責任表示歡迎。

## 反應

### 區內
- 叙利亚：敘利亞政府強烈譴責以色列對其領土的轟炸行動，表示這是對敘利亞主權的嚴重挑釁，也違反了國際法與《聯合國憲章》。他們重申國家有權採取行動保衛自己，並控訴以色列蓄意製造混亂，破壞敘利亞的安全穩定[143][20]。

- 羅賈瓦：羅賈瓦當局與庫爾德族武裝團體敘利亞民主力量對蘇韋達發生的流血衝突表達遺憾，尤其對平民傷亡深感關切[144]。女性主導的女性保衛部隊更表態，願意提供保護，尤其是針對德魯茲社區的婦女與平民[145]。7月17日，羅賈瓦的社會與勞工機構也已向蘇韋達地區派出人道援助[146]。

### 國際

#### 國際組織
- 联合国：聯合國呼籲各交戰方儘快降級衝突，並採取措施保護平民安全[147]。

- 欧洲联盟：歐盟呼籲立即落實7月15日宣佈的停火協議，表達對平民安全的深切關切，並強調必須尊重敘利亞的主權與領土完整[148]。

- 阿拉伯国家联盟：阿拉伯聯盟強烈譴責以色列的空襲行為，認為這是對敘利亞主權的嚴重侵犯，也違反國際法。阿盟呼籲立即停止此類「霸凌式攻擊」，並警告以色列正利用蘇韋達近期的動盪製造更多混亂。阿盟表示與敘利亞團結一致，並呼籲透過對話實現全國和解[149]。

- 海合会：理事會對以色列襲擊敘利亞的行為表示強烈譴責[150]。

- 世界穆斯林聯盟：世界穆斯林聯盟發聲明全力支持敘利亞政府維護國家安全、和平與穩定，並譴責任何外部試圖挑起社會分裂或干預內政的行為。該聯盟也譴責以色列對敘利亞的空襲，認為其行為已持續違反國際法與規範[151]。

#### 國家
- 阿尔及利亚：阿爾及利亞外交部強烈譴責以色列對敘利亞發動襲擊，形容行動公然侵犯敘利亞的主權、領土完整與國家團結。外交部表明對敘利亞的堅定支持，並重申敘方有依據《聯合國憲章》與國際法維護自身安全與穩定的正當權利[152]。

- 巴林：巴林表示歡迎敘利亞政府宣布在蘇韋達省停火，認為此舉將促進國內安全與穩定，幫助維護社會和平。巴林強調其一貫支持敘利亞主權與領土完整，並支持敘人民追求和平與發展的正當願望[151]。

- 中华人民共和国：就以色列近日空襲事件，中方呼籲尊重敘利亞的主權與領土完整。外交部發言人林劍指出，在中東局勢持續動盪之際，各方應避免採取可能進一步升高緊張的行動[153]。

- 日本：日本呼籲尊重敘利亞的主權和完整，維護停火，優先考慮平民生命[154]。

- 埃及：埃及譴責針對敘利亞的持續攻擊，批評這些行為是對敘利亞主權的侵犯是明顯違背國際法[155]。

- 法國：法國呼籲立即停止針對平民的各類暴力行為，強烈譴責一切濫殺或襲擊平民的事件，並敦促交戰方立即停火[156]。

- 德国：德國警告稱，如果敘利亞政府未能阻止其領土上的宗教或種族迫害，德國將停止對敘利亞政府的支持。外交部長約翰·瓦德富爾表示，只有大馬士革致力於包容性政治進程並保護其民眾，柏林才會支持大馬士革。他強調，敘利亞政府絕不能允許基於宗教或種族的殺戮和歧視，並強調確保所有公民的安全是中央政府的責任[157]。

- 伊朗：伊朗對以色列在敘利亞的軍事行動表達強烈譴責，並對蘇韋達地區衝突升級表示嚴重關注[158]。

- 伊拉克：伊拉克外交部表達對敘利亞局勢持續惡化的擔憂，譴責以色列對敘的反覆干預，認為這損害敘利亞主權並威脅整個地區穩定。伊拉克重申對任何有助於敘利亞和平的外交或區域努力給予支持，並強調捍衛敘利亞統一與領土完整的立場不變[151]。

- 以色列：以色列總理班雅明·納坦雅胡公開聲援敘境內德魯茲社群，宣佈已指示國防軍對敘利亞發動攻擊。他重申以色列維持南敘邊境非軍事化的既定立場[143]。

- 约旦：約旦對敘利亞政府宣佈停火表示肯定，呼籲各方克制、避免激化衝突，並落實法律與保護平民。約旦明確支持敘利亞的國家主權與維護安全、穩定和統一，並鼓勵透過和平方式實現全國和解與重建[159]。

- 科威特：科威特歡迎蘇韋達的停火協議，呼籲透過和平方式化解蘇韋達危機，並防止情勢惡化，採取一切必要措施防止敘利亞人民進一步流血。對於以色列持續轟炸敘境，科威特嚴正譴責，強調此舉持續違反國際法與《聯合國憲章》[151]。

- 黎巴嫩：黎巴嫩政府對以色列一連串攻擊敘利亞的行為表示強烈抗議，認為這些舉動嚴重違反國際法並損害地區穩定。總統約瑟夫·奧恩與總理納瓦夫·薩拉姆皆呼籲國際社會積極介入，迫使以方尊重敘利亞主權、停止暴力，並以外交手段解決爭端[160]。

- 马来西亚：馬來西亞首相安華·依布拉欣譴責以色列空襲大馬士革，批評此舉侵犯敘利亞主權，並導致平民死傷[161]。

- 阿曼：阿曼外交部譴責以色列對敘利亞的攻擊，稱其公然違反國際法並侵犯敘利亞主權。外交部敦促國際社會，特別是聯合國安理會，履行其法律和道德責任，確保以色列全面撤出被佔敘利亞領土，並停止一切針對平民的敵對行動[162]。

- ：卡塔爾對蘇韋達地區的暴力升級表達深切擔憂，強調應對無辜平民傷亡追責。卡塔爾同時譴責以色列對敘利亞的空襲行動，並重申其對敘利亞主權與領土完整的堅定支持[163]。

- 俄羅斯：俄羅斯譴責以色列在敘利亞的空襲，稱這是對敘利亞主權的侵犯[164]。

- 沙烏地阿拉伯：沙地阿拉伯強烈支持敘利亞政府為實現領土完整所採取的行動，呼籲國際社會與敘利亞站在一起，並譴責以色列的空襲[165]。

- 土耳其：土耳其表示支持敘利亞為確保領土完整所採取的行動，並譴責以色列對衝突的干預[166]。

- 阿联酋：阿聯酋對敘利亞蘇韋達地區達成停火協議表示讚賞，強調化解衝突、避免平民傷亡的急迫性。阿布達比方面堅決譴責以色列對敘境的軍事打擊，並明確表態不容任何勢力破壞敘利亞的主權或國家安全[167]。

- 英国：英國敦促敘利亞各方克制，並強調保護平民生命與安全為當務之急。英國敘利亞問題特使安娜·斯諾表示英國正密切監控蘇韋達的局勢升溫，並支持以和平與外交方式解決衝突[168]。

- 美国：美國國務院表示「不支持以色列最近在敘利亞的行動」，指的是以色列對大馬士革的攻擊[169]。美國國務卿馬可·魯比奧表示，特朗普政府正與各方協調，試圖化解這場他形容為「令人震驚且令人擔憂的危機」，並將事件歸咎為「誤會」[70]。美國駐敘利亞大使托馬斯·巴拉克表示，美國正努力推動衝突降溫以恢復和平，並稱這些衝突「令人擔憂」[170]。

- 葉門：也門重申對敘利亞政府恢復全國安全穩定的全力支持，強調應確保武器僅由國家掌控並維護民間和平。也門外交部對敘利亞南部升級的緊張局勢表達深切關切，支持敘行亞政府行動以捍衛主權並確保敘洲亞人民擁有有尊嚴與穩定的未來。聲明同時拒絕任何削弱政府權威的圖謀[171]。

此外，敘利亞外交與僑民部表示，阿富汗、丹麥、希臘、挪威、巴基斯坦、巴拿馬、塞拉利昂、韓國、西班牙和瑞士也對以色列襲擊敘利亞表示譴責。

#### 非國家組織
- 哈馬斯：哈馬斯發表聲明，表示完全聲援敘利亞，並稱以色列的襲擊是公然違反國際法，呼籲穆斯林世界對此作出強烈回應。哈馬斯譴責其所謂「對敘利亞阿拉伯共和國的卑劣猶太復國主義侵略，導致數十名軍人、安全部隊與無辜平民殉難」的行為[151]。

- 真主党：真主黨譴責以色列的攻擊，稱其違反國際法，並表示支持敘利亞人民。真主黨呼籲阿拉伯和穆斯林國家人民團結起來，共同抵抗以色列的侵略[173]。